# The Infiltrator
The Infiltrator (prt: Infiltrado; bra: Conexão Escobar) é um filme biográfico estadunidense de 2016, dirigido por Brad Furman e escrito por Ellen Brown Furman. O filme é baseado na autobiografia homônima de Robert Mazur, um agente especial da alfândega dos Estados Unidos, que na década de 1980 ajudou a quebrar a organização de lavagem de dinheiro de Pablo Escobar se disfarçando de empresário corrupto. É estrelado por Bryan Cranston, Diane Kruger, Benjamin Bratt, John Leguizamo, Saïd Taghmaoui, Joe Gilgun e Amy Ryan.
As filmagens começaram em 23 de fevereiro de 2015 em Londres e a estreia ocorreu em 6 de julho de 2016 no Tampa Theatre, sendo lançado nos Estados Unidos em 13 de julho de 2016.

## Enredo
Durante a década de 1980, o agente especial do Serviço de Alfândega dos EUA, Robert Mazur, recebe uma missão de seus superiores para usar o pseudônimo encoberto "Bob Musella" e se tornar um operador fundamental para os narcotraficantes que lavam seu dinheiro sujo. Ele deve então inventar uma nova identidade, bem como uma vida familiar e um passado bastante convincente para se infiltrar no Cartel de Medellín. Mais tarde, consegue se infiltrar no maior cartel do mundo e ajuda a expor a organização de lavagem de dinheiro do traficante de drogas Pablo Escobar e derrubar o Bank of Credit and Commerce International (BCCI), que secretamente se apropriou ilegalmente do First American Bankshares em Washington, D.C.

## Elenco
- Bryan Cranston como Robert Mazur/Bob Musella[7]
- Diane Kruger como Kathy Ertz
- John Leguizamo como Emir Abreu
- Benjamin Bratt como Roberto Alcaino
- Amy Ryan como  Bonni Tischler
- Jason Isaacs como Mark Jackowski
- Joe Gilgun como  Dominic
- Daniel Mays como  Frankie
- Yul Vazquez como Javier Ospina
- Simón Andreu como Gonzalo Mora Sr.
- Rubén Ochandiano como Gonzalo Mora Jr.
- Juliet Aubrey como  Evelyn Mazur
- Olympia Dukakis como Aunt Vicky
- Saïd Taghmaoui como Amjad Awan
- Tom Vaughan-Lawlor como Steve Cook
- Elena Anaya como Gloria Alcaino
- Carsten Hayes como Rudy Armbrecht
- Juan Cely como  Informante
- Andy Beckwith como Joe
- Michael Paré como Barry Seal
- Mark Holden como Eric Wellman